# アントシアニン
| 構造式           |      |    |      |    |      |    |      |
| アントシアニジン | R1   | R2 | R3   | R4 | R5   | R6 | R7   |
| ペラルゴニジン   | H    | OH | H    | OH | OH   | H  | OH   |
| シアニジン       | OH   | OH | H    | OH | OH   | H  | OH   |
| デルフィニジン   | OH   | OH | OH   | OH | OH   | H  | OH   |
| オーランチニジン | H    | OH | H    | OH | OH   | OH | OH   |
| ルテオリニジン   | OH   | OH | H    | H  | OH   | H  | OH   |
| ペオニジン       | OCH3 | OH | H    | OH | OH   | H  | OH   |
| マルビジン       | OCH3 | OH | OCH3 | OH | OH   | H  | OH   |
| ペチュニジン     | OH   | OH | OCH3 | OH | OH   | H  | OH   |
| ヨーロピニジン   | OCH3 | OH | OH   | OH | OCH3 | H  | OH   |
| ロシニジン       | OCH3 | OH | H    | OH | OH   | H  | OCH3 |

アントシアニン（英語: anthocyanin）は、植物界において広く存在する色素である。日本語では花青素とも呼ばれる。果実や花に見られる、赤や青や紫などを呈する水溶性の色素群として知られるアントシアン（英語: anthocyan）に分類される化合物の中で、アントシアニジン（英語: anthocyanidin）がアグリコンとして糖や糖鎖と結びついた配糖体が、アントシアニンである。植物の抗酸化物質としても知られる。

## 色素
植物の代表的な色素としては、比較的水溶性の高いフラボノイドとベタレイン、逆に親油性のカロチノイドとクロロフィル、合わせて4つの化合物群が挙げられる。これらの中でフラボノイドの中に、アントシアニンは分類される。高等植物では普遍的に見られる物質であり、花や果実の色の表現に役立っている。

### 構造
アグリコンであるアントシアニジン部位の B環（構造式右側のベンゼン環部分）のヒドロキシ基の数によりペラルゴジニン、シアニジン、デルフィニジンの3系統（表参照）に分類され、糖鎖の構成により様々な種類がある。B環上のヒドロキシ基がメトキシ化 (−OCH3) された物（ペオニジン、マルビジン、ペチュニジンなど）も存在する。糖鎖の結合位置は、A 環（構造式左側の二環構造）の3位（荷電酸素原子から時計回りで数える。B環結合部位の下）と5位（同じくA環左半下側）のヒドロキシ基が主である。

### 発色団
発色団とは、分子の化学構造の中で、光が当たった際に、特定の波長を強く吸収して、色を出す部分を指す。アントシアニンの発色団は、共役系が広がるアントシアニジンの部分であり、ここがヒトの可視光線の波長域の一部を吸収するため、ヒトの視覚では色が付いて見える。

#### pHの影響
アントシアニンの色はpH によって著しく変化し、一般に、酸性では赤っぽくなり、塩基性では青っぽくなる。したがって、ある種の酸塩基指示薬として機能する。中性溶液の色はペラルゴニジンは鮮赤色、シアニジンは紫色、デルフィニジンは紫赤色である。これが、例えばシアニジンの場合は、酸性条件下で赤色に変化し、塩基性条件下で青色ないしは青緑色に変化する。また、pH 11を超えた場合には、カルコン型への開環が起こる。

#### 糖鎖の影響
アントシアニンの発色団は、基本的にアントシアニジンの部分である。しかし、それに結合した糖鎖も色に影響を与える場合がある。例えば、アグリコンであるアントシアニジンの、3位のみに糖鎖が付いた物よりも、3位と5位の両方に糖鎖の付いた物の方が、色の濃い傾向が見られる。
また、これはキキョウやトリカブトなどの花の例だが、これらの青や青紫の色は、アントシアニジンに結合している糖に、フェノール性の有機酸などが結合しており、この結合した有機酸が自身の色調を調整して出している色である。

#### 共存する金属イオンの影響
アントシアニンの色は、共存する金属イオンの影響も受ける。これは、アルミニウム、マグネシウム、鉄などの様々な金属イオンとキレート錯体を形成し、その色調が変化するためである。
これはアジサイの例だが、アジサイの花はアントシアニンの色だけでなく、植物体中のアルミニウムの量によって影響を受ける事が知られている。酸性の土壌では、土壌中のアルミニウムが溶出し易く、結果として植物中のアルミニウムイオンの濃度が増すため、花は青味が強くなる傾向にあるのに対して、植物中のアルミニウムの濃度が低いと赤味が強くなる傾向が見られる。

デルフィニジン-3-グルコシドの鉄(III)錯体

## 生合成
アントシアニジンは、複数の段階を経て植物体内において生合成される。チロシンおよびフェニルアラニンを原料として、4-ヒドロキシケイヒ酸（4-クマル酸）を作る。つまり、ここまでは植物で行われるフェニルプロパノイドの生合成経路である。なお、4-ヒドロキシケイヒ酸が持つベンゼン環の部分が、アントシアニジンのB環である。4-ヒドロキシケイヒ酸にCoAを結合させて4-クマロイルCoAを作る。
これとは別に、マロニルCoAを3分子も併せて、フラバノン（ナリンゲニン）を合成する。ここで、アントシアニンの生合成経路は、他のフラボノイドの分岐する。ここからは、ロイコアントシアニジンを経由して、アントシアニジンは生合成される。さらに、必要に応じて、糖が結合される。

## 利用

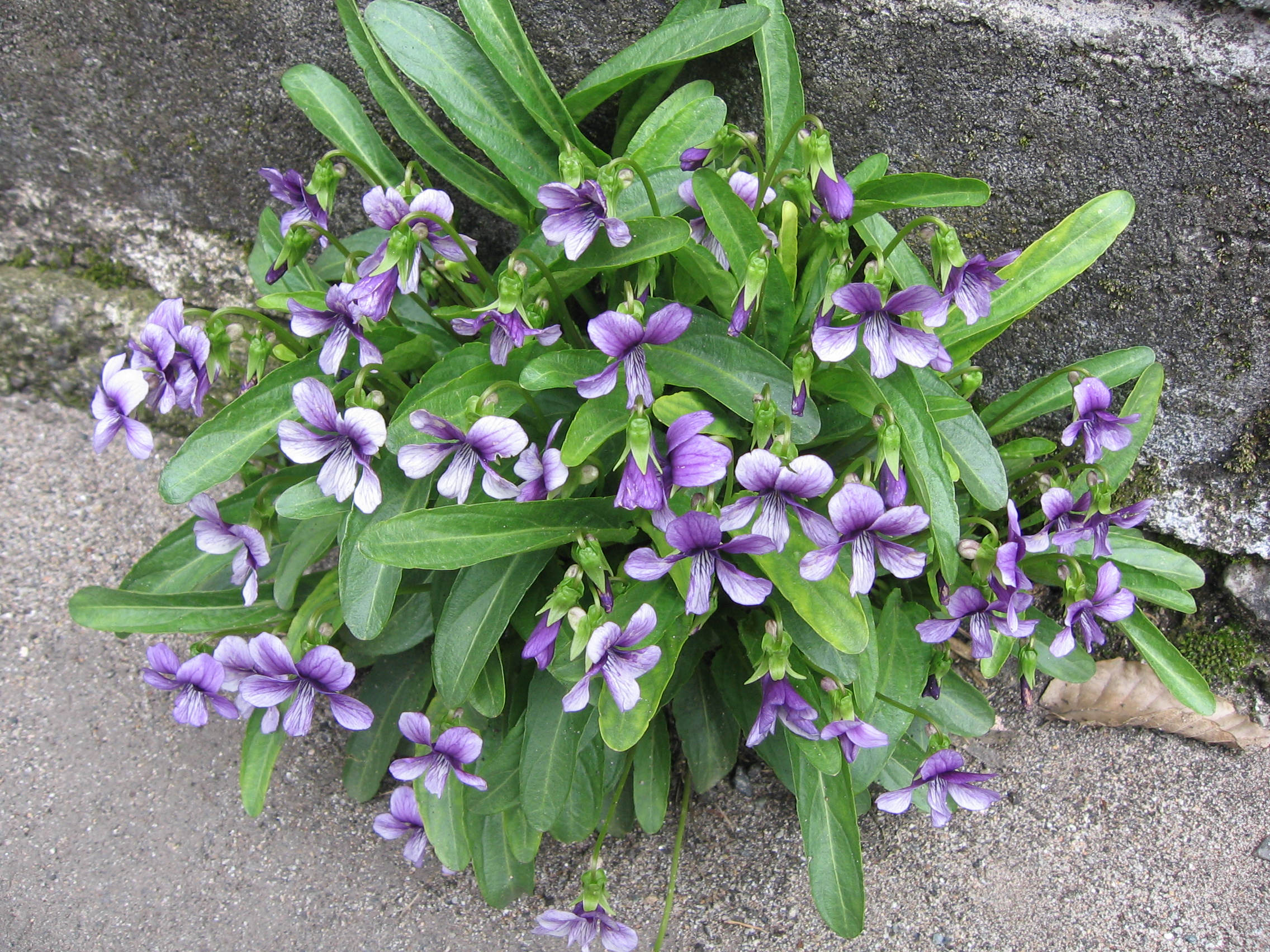
「すみれ色」はアントシアニン類の色である。

色を利用して（主に布の）染料や食品の着色料として利用されてきた。アントシアニンは食用植物に普遍的に存在する物質であり、飲食した場合でも比較的安全性は高いと考えられる。
アントシアニン類を研究する上で、分離には主に高速液体クロマトグラフィーが用いられ、個々のアントシアニン類の特定には主に分光光度計が用いられる。

### 健康食品
フレンチパラドックスにより赤ワイン中のプロシアニジンが注目され、幾つかの研究が実施された。その1つ、有賀ら(2000)の報告によると、動物実験では抗酸化性に由来すると考えられる薬理作用が見出され、ヒトでは筋疲労を抑制し、運動による過酸化脂質の増加を抑制したとの実験結果が得られた。薬理作用は完全には解明されておらず、日本ではアントシアニンを薬効成分とした医薬品も認可されていない。ただし、欧米では代替医療が伝統的に認められているという社会背景から、医薬品として利用される物もある。
国立健康・栄養研究所によれば、俗に「視力回復に良い」「動脈硬化や老化を防ぐ」「炎症を抑える」などと言われているが、ヒトでの有効性・安全性については、信頼できるデータが十分ではない」とされている。その内訳は、血圧に影響がなしとの2016年のメタ分析、コレステロール値を改善するとの2016年のメタ分析、心血管リスク低下との2014年のメタ分析、食事由来の場合食道がんリスク低下との2017年のメタ分析、食事由来で上気道消化管がんと大腸がんのリスク低下したものの、その他は関連なしとの2017年のメタ分析、乳がんとの関連がないという2013年のメタ分析、その他個別のランダム化比較試験である。
72人と59人での偽薬対照クロスオーバー試験2研究では、暗順応と夜間視力の改善は見られず、光退縮後の視力の回復は早くなっていた。
2018年のメタ分析は、サプリメントでインスリン抵抗性の指標（糖尿病の指標）を改善することを発見した。2018年のメタ分析は、サプリメントで脂質プロファイル（脂質異常症の指標）を改善することを発見した。
ブルーベリー中のアントシアニンは、微生物を利用した醗酵処理を行うと29パーセント減少し、殺菌処理を行うと46パーセント減少した。

### 育種的利用
植物育種学において、これまで存在していなかった花色の品種を育成する目的の基礎研究としてアントシアニンが研究されている。これらの研究の応用では、青いキクや青いバラや青いカーネーションが作出された。これらはデルフィニジン生合成に関与する酵素 flavonoid 3',5'-hydroxylase の cDNA をカンパニュラやペチュニアやパンジーから単離して、遺伝子組換えによって組み込み、発現させて達成された。

## アントシアニンを含む植物の例
- クワ
- クランベリー（苔桃）
- ボイセンベリー
- スグリ（ベリーの一種、別名カシス）
- ハスカップ
- ブルーベリー
- ブラックベリー
- プルーン
- ビルベリー
- アサイー
- ブドウ
- ラズベリー
- リンゴ（赤）[14]
- イチゴ
- ムラサキキャベツ（赤キャベツ）
- ナス
- ムラサキトウモロコシ（英語版）
- 黒米
- 黒大豆（黒豆）
- 黒ゴマ
- 有色サツマイモ（特にムラサキイモ）
- ダイショ（ベニイモ）
- アナスタシアブラック（ピーマンの一種）
- ツバキ
- 小豆
- 赤たまねぎ
- 紅蓼
- 赤シソ
- イワキベリー
- ウスベニアオイ（ブルーマロウ）